# 尼可拉斯·基克
尼可拉斯·基克（Nicolás Kicker，1992年8月16日—）出生於梅洛，是一位阿根廷職業網球男運動員，他於2009年轉為職業球手。2018年，他因涉嫌操控比赛而被禁赛六年，禁赛期于2021年5月结束。

## 外部連結
- 尼可拉斯·基克（英文/西班牙文）的官方資料
- 尼可拉斯·基克的國際網球總會 職業／青少年 官方資料（英文）